# Bernard Le Pecq
Bernard Le Pecq est né le 27 juillet 1914 à Laval et décédé le 18 octobre 1943 à Paris, résistant et aviateur français.

## Biographie

### Négociant et aviateur
D'origine bretonne, sa famille est aisée ; elle est spécialisée dans le négoce de chiffons, ferrailles et plumes. Il effectue ses études au Lycée de l’Immaculée-Conception. Il prépare son baccalauréat en 1930 à Paris, puis étudie à partir de 1931 les langues étrangères à l'université d'Oxford et à Vienne. Il commence son apprentissage d'aviateur à partir de 1933. En 1934, pendant son service militaire à la base aérienne d'Istres, il sort caporal chef. Fondateur de l'Aéro-club de la Mayenne, il travaille dans le négoce avec sa famille. Il devient pilote de réserve.

### Résistance
Au début de la Seconde Guerre mondiale, il participe comme pilote de chasse sur des avions Bloch à la bataille de France où il obtient quatre victoires homologuées. Croix de guerre, en juin 1940, il va en Afrique du Nord avec son escadrille où il entend l'Appel du 18 juin. De retour à Laval, démobilisé en juillet 1940, il rejoint le réseau Marathon-Ronsard de la Résistance intérieure en mars 1942 sous le pseudonyme de Chinchilla où il recherche des terrains d’atterrissage et de parachutage. 
Adjoint de Ronsard, qui a créé un petit réseau de renseignement en Bretagne et en Mayenne, le Colonel Passy du Bureau central de renseignements et d'action (BCRA) cite dans ses Mémoires (p. 714) Chinchilla comme un jeune homme très remarquable, et auquel il confie la charge du réseau Luth. 
Appelé à Londres en août 1943, il y rencontre le Colonel Passy et le Général de Gaulle, où il reçoit des instructions. Revenu en France en août 1943, il doit rejoindre la France libre comme pilote de chasse à l'hiver. Dénoncé et arrêté avec sa femme Ginette Lévy en octobre 1943, il meurt à Paris  lors d'une tentative d'évasion. Il obtient la médaille de la Résistance française à titre posthume.
Une rue porte son nom à Laval. Ses deux sœurs sont l'artiste Andrée Bordeaux-Le Pecq, et Françoise Le Pecq, épouse de Stanislas de Villèle.

## Sources
- Marcel Catillon, Mémorial aéronautique: qui était qui ?, p. 116.
- Christian Mazo, Un grand résistant de l'armée de l'air, le capitaine Bernard Le Pecq, Icare, no 153, 1995.